# Apertura Barnes
L'apertura Barnes è l'apertura nel gioco degli scacchi dove il Bianco gioca:
1. f3

Questa apertura deve il suo nome a Thomas Wilson Barnes (1825-1874), un giocatore inglese con un incredibile primato di otto vittorie su Paul Morphy, compresa una in cui a 1.e4 rispose con 1…f6 (apertura uguale ma con colori invertiti). Data la sua rarità e irregolarità viene classificata nell'Enciclopedia delle aperture scacchistiche con il codice ECO A00.

## Analisi
Tra le venti possibili mosse d'apertura, 1.f3 è considerata la peggiore. Le idee che potrebbero portare ad adottare questa apertura sono il voler sostenere la spinta e2-e4 (che però non ne avrebbe alcun bisogno) oppure di portare pressione sulla casella e4, cosa che però potrebbe essere fatta più efficacemente con l'apertura Mieses (1.d3) o l'apertura Dunst (1.Cc3).
Oltre a questo, 1.f3 non aiuta lo sviluppo di nessun pezzo bianco, addirittura rubando al cavallo la sua naturale cella di sviluppo f3. Inoltre espone senza motivo il re a possibili scacchi fulminei, compreso il matto dell'imbecille.
Nonostante l'evidente "follia" di 1.f3, l'apertura Barnes non è la meno giocata. Può essere usata per comunicare all'avversario "ti posso battere anche così"; per ricalcare ulteriormente questo concetto, può esser giocato 2.Rf2.

## Continuazioni
Alcune continuazioni:
1…d5 2.e4 (variante aperta)
1…e5 2.e4 Cf6! (variante posizionale)